# Selaginella heterodonta
Selaginella heterodonta là một loài dương xỉ trong họ Selaginellaceae. Loài này được Desv. ex Poir. Hieron. mô tả khoa học đầu tiên năm 1925.